# پرتره دوک ولینگتون (گویا)
پرتره دوک ولینگتون (به انگلیسی: Portrait of the Duke of Wellington) یک نقاشی رنگ روغن روی پنل اثر هنرمند اسپانیایی فرانسیسکو گویا از ژنرال بریتانیایی آرتور ولزلی، اولین دوک ولینگتون، در طول خدمت او در جنگ شبه جزیره است. گویا سه پرتره از ولینگتون نقاشی کرد. این یکی در اوت ۱۸۱۲ پس از ورود ولینگتون به مادرید آغاز شد. این نقاشی هم‌اکنون در نگارخانه ملی لندن نگهداری می‌شود.